# Comuna Oleksandrivka, Pokrovske
Oleksandrivka (în ucraineană Олександрівка) este o comună în raionul Pokrovske, regiunea Dnipropetrovsk, Ucraina, formată din satele Bohodarivka, Cervonîi Lîman, Hai, Kolomiiți, Novoskeliuvate, Oleksandrivka (reședința), Oleksiivka, Pîsanți, Tîhe, Vidradne și Vovce.

## Demografie
Componența lingvistică a satului Oleksandrivka
     Ucraineană (94,66%)
     Rusă (4,63%)
     Alte limbi (0,32%)
Conform recensământului din 2001, majoritatea populației satului Oleksandrivka era vorbitoare de ucraineană (94,66%), existând în minoritate și vorbitori de rusă (4,63%).